# 閃光Believer
「閃光Believer」（せんこうビリーバー）は、2016年5月25日にポニーキャニオンより発売される、ベイビーレイズJAPAN12枚目のシングル。

## 概要
前作から5か月ぶりとなる2016年第2弾シングル。
前作から引き続きフジテレビ『奇跡体験!アンビリバボー』 2016年4-6月期のエンディングテーマとなっている。
またスーパースポーツゼビオのCMソングに採用されグループ初のテレビCMタイアップ曲となった。
さらにカップリング曲の「勇者ボクの冒険」もテレビ東京『夕ぎりゲーム学園』のエンディングテーマになっている。
ミュージックビデオは前作に引き続きドラマ仕立てに成っている。 出演 小川あん、武内おと、岡崎大和、丸谷優樹、他 監督 福居英晃

## 収録曲

### 初回生産限定盤A
CD
1. 閃光Believer
（作詞・作曲・編曲：堀江晶太）
2. 勇者ボクの冒険
（作詞：沢田チャレンジ（ザ・チャレンジ）、作曲・編曲：タラコチャレンジ（ザ・チャレンジ））
3. デイズ
（作詞、作曲：佐々木直人（リアクション ザ ブッタ）、編曲：リアクション ザ ブッタ）
4. 閃光Believer (Instrumental)
5. 勇者ボクの冒険 (Instrumental)
6. デイズ (Instrumental)

DVD
1. 「閃光Believer」 Music Video
2. 「閃光Believer」 ジャケットメイキング

「ベイビーレイズJAPAN電撃の雷舞！2015」ライブ映像
1. 「スーパーノヴァ」
2. 「走れ、走れ」

特典
1. オリジナル・トレーディングカード(タイプA)全5種より1種
2. 第五回「虎虎カルチョ」デジタル投票カード (入力期限/2016年6月15日)
3. 「ベイビーレイズJAPAN CUP」デジタル投票カード (入力期限/2016年6月15日)

### 初回生産限定盤B
CD
1. 閃光Believer
2. 勇者ボクの冒険
3. ワハハ
（作詞、作曲、編曲：LIFriends）
4. 閃光Believer (Instrumental)
5. 勇者ボクの冒険 (Instrumental)
6. ワハハ (Instrumental)

DVD
1. 「閃光Believer」 Music Video
2. 「閃光Believer」 Dance Ver.
3. 「閃光Believer」 Music Video メイキング

「ベイビーレイズJAPAN電撃の雷舞！2015」ライブ映像
1. 「Dreamer」
2. 「夜明けBrand New Days」

特典
1. オリジナル・トレーディングカード(タイプB)全5種より1種
2. 第四回「虎虎カルチョ」デジタル投票カード (入力期限/2016年6月15日)
3. 「ベイビーレイズJAPAN CUP」デジタル投票カード (入力期限/2016年6月15日)

### 通常盤
CD
1. 閃光Believer
2. 勇者ボクの冒険
3. 閃光Believer (Instrumental)
4. 勇者ボクの冒険 (Instrumental)